# Giulia Infurna
Giulia Infurna (...) è una regista, sceneggiatrice e supervisore agli effetti visivi italiana.

## Biografia
Attiva nel campo dell'animazione e del cinema, ai David di Donatello 2017 ricevuto una candidatura nella categoria Migliori effetti speciali visivi per il film Ustica.
Nel 2023 ha ideato e diretto la serie animata in CGI Jipo & Baby Puffins, distribuita su Prime Video e Apple TV.
Ha diretto le prime due edizioni del Festival Effetti Visivi, organizzato dall’Associazione Effetti Visivi Italiani e ospitato alla Casa del Cinema di Roma. È membro della giuria dell'Accademia del Cinema Italiano, che assegna ogni anno i David di Donatello.

## Filmografia

### Regista
- Arctic Friends - mini serie TV, 1 episodio (2021)
- Puffins - mini serie TV, 7 episodi (2021)
- Jipo & Baby Puffins - mini serie TV, 63 episodi (2023-2024)

### Sceneggiatrice
- Jipo & Baby Puffins - mini serie TV, 243 episodi (2023-2024)

### Supervisore agli Effetti Visivi
- A Natale mi sposo - regia di Paolo Costella (2010)
- Una cella in due - regia di Nicola Barnaba (2011)
- Matrimonio a Parigi - regia di Claudio Risi (2011)
- Ustica - regia di Renzo Martinelli (2016)
- Una Questione Privata - regia di Paolo e Vittorio Taviani (2017)
- Falling stars - cortometraggio, regia di Giovanni Ambrosino (2018)
- Dolcissime - regia di Francesco Ghiaccio (2019)
- Ladri di Natale - regia di Francesco Cinquemani (2021)
- Tell It Like A Woman - segmento Unspoken, regia di Maria Sole Tognazzi (2021)